# Megastrebla subtruncata
Megastrebla subtruncata är en tvåvingeart som beskrevs av Maa 1975. Megastrebla subtruncata ingår i släktet Megastrebla och familjen lusflugor. Inga underarter finns listade i Catalogue of Life.